# Rüdiger Götte
Rüdiger Götte (* 3. Mai 1969 in Oldenburg) ist deutscher Sachbuchautor.

## Leben
Götte promovierte 1997 am Fachbereich Chemie der Carl von Ossietzky Universität Oldenburg mit einer Dissertation über die Entwicklung eines Schwermetalle-Schnelltests. Er ist Autor mehrerer Bücher zum Thema Börse und Wirtschaft.

## Werke

### Finanzen To Go
Diese Buchreihe bietet einen schnellen und einfachen Einstieg in das jeweilige Thema. Ziel ist es jedoch, die jeweiligen Themen vollständig und umfassend darzustellen.

#### Titel der Buchreihe – Finanzen TO GO -
- ETFs: Der ETF-Guide zum schnellen Einstieg, Ibidem Verlag 2024, ISBN 978-3838217871
- Anleihen: Der Guide zum schnellen Einstieg, Ibidem Verlag 2024, ISBN 978-3838220291

### 1x1 Buchreihe
Die 1x1-Bücher sind eine umfangreiche Reihe von Ratgeberbüchern. Die Bücher vermitteln dem Leser mit einfachen Worten komplexe Themen aus der Finanzwelt.

#### Titel der 1x1 Buchreihe
- Das 1x1 der fundamentalen Aktienanalyse, Ibidem Verlag 2004, ISBN 3-89821-299-8.
- Das 1x1 des Portfoliomanagementes, Ibidem Verlag 2005, ISBN 3-89821-442-7.
- Finanzgenie oder Bankrotteur – wie psychische Effekte an der Börse wirken Das 1x1 der Behavioral Finance, Ibidem Verlag 2006, ISBN 3-89821-559-8.
- Hedgefonds: Die Millionenformel? Grundlagen, Einsatz und Strategien Das 1x1 der Hedgefonds, Ibidem Verlag Stuttgart 2007, ISBN 3-89821-729-9.
- Richtig investieren mit Zertifikaten und Hebelprodukten Grundlagen – Funktionsweise – Einsatz Das 1x1 der Zertifikate und Hebelprodukte, Ibidem Verlag 2. Auflage Stuttgart 2009, ISBN 3-89821-849-X.
- Der Wegweiser zum erfolgreichen Investment in Rohstoffe Das 1x1 der Rohstoffe, Ibidem Verlag Stuttgart 2009, ISBN 3-89821-949-6.
- Exchange Traded Funds (ETFs) – Grundlagen, Funktionsweise und praktischer Einsatz – Das 1x1 der Exchange Traded Funds, Ibidem Verlag Stuttgart 2010, ISBN 3-8382-0059-4.
- Das 1x1 der Zinsen Anleihen & Co. Grundlagen, Funktionsweise, Einsatz, Ibidem Verlag Stuttgart 2013, ISBN 3-8382-0139-6.
- Das 1x1 der fundamentalen Aktienanalyse, Ibidem Verlag 2. Auflage 2015, ISBN 3-8382-0599-5.
- Finanzmathematik im Alltag Erfolgsfaktor für die Rendite Das 1x1 der Finanzmathematik, Ibidem Verlag 2015, ISBN 978-3-8382-0439-0.
- Vermögensverwaltung 2.0: Das 1x1 der Robo-Advisors, Ibidem Verlag 2021, ISBN 978-3-8382-1579-2.
- Exchange Traded Funds (ETFs) – Grundlagen, Funktionsweise und praktischer Einsatz – Das 1x1 der Exchange Traded Funds, Ibidem Verlag Stuttgart 2. Auflage 2022, ISBN 978-3-8382-1760-4
- Die Chartschule: Das 1x1 der technischen Aktienanalyse: Mit Bleistift und Lineal zum Börsenerfolg, Ibidem Verlag 2022, ISBN 978-3-8382-1259-3
- Das 1 x 1 des Portfoliomanagementes ibidem Verlag Stuttgart 2024, 2. Auflage ISBN 978-3838219295

### Sachbücher
Diese Bücher geben einem Einblick in spezielle Themen aus der Finanz-, Wirtschaft- und Volkswirtschaft. Dabei ist die Sprache einfach und direkt gehalten.

#### Titel der Sachbücher
- Aktien, Anleihen, Futures, Optionen. Das Kompendium, Tectum Verlag 2001, ISBN 3-8288-8244-7
- Der Weg zum erfolgreichen Investment mit Optionsscheinen, Tectum Verlag 2003, ISBN 3-8288-8456-3.
- Optionsscheine. Das Kompendium, Tectum Verlag 2. aktualisiert Auflage 2007, ISBN 3-8288-9321-X.
- Aktienanleihen, Discount-Zertifikate, Fonds, Genußscheine. Risiken und Strategien, Tectum Verlag 2. aktualisiert Auflage 2008, ISBN 3-8288-9320-1.
- Chaos an den Finanzmärkten? Finanzmarkttheorien auf dem Prüfstand, Ibidem Verlag Stuttgart 2011, ISBN 3-8382-0189-2.
- Finanzkrisen: Mythos und Wahrheit, Anatomie und Geschichte  Warum Spekulationsblasen immer wieder entstehen, wie sie platzen – und wie Anleger sich vor ihnen schützen können, Ibidem Verlag Stuttgart 2012, ISBN 3-8382-0219-8.
- Die Spur des Geldes – Der Euro: Vorläufer, Entstehung – Scheitern?, Ibidem Verlag Stuttgart 2017, ISBN 978-3-8382-0909-8.